# Стоксів зсув

Сто́ксів зсу́в, або Зсу́в Сто́кса — зменшення частоти (збільшення довжини хвилі) випромінювання тіла в порівнянні з частотою поглинутого світла. Зсув спектра люмінесценції в область довших хвиль відносно відповідного спектра поглинання. Звичайно вимірюється в одиницях частоти як різниця між положенням на спектрі максимума поглинання та люмінесценції, що виникають при одному й тому ж електронному переході. Переважно довжина хвилі люмінесценції є більшою, ніж довжина хвиль, що поглинаються. У випадку, коли спостерігається обернена залежність, зсув називають антистоксівським.
Стоксів зсув спостерігається при люмінесценції, коли між процесами поглинання світла та випромінювання відбувається релаксація збудження люмінофора. Стоксів зсув виникає також при комбінаційному й брілюенівському розсіюванні світла, коли частина енергії фотона віддається коливанням молекули чи кристалу.
При комбінаційному й брілюенівському розсіюванні спостерігається також антистоксів зсув: збільшення частоти фотона за рахунок поглинання кванта коливання в середовищі.
Термін зобов'язаний своїм походженням ірландському математику й фізику Джорджу Стоксу.